# Louis Devisse
Louis Devisse est un danseur et chorégraphe français du XVIIIe siècle.
Danseur à l’Opéra de Paris vers 1744, il se produit à Londres de 1750 à 1754 et y fait venir de Paris en 1752 le danseur Jean-Baptiste Pitrot. Devisse y danse avec Mlles Auretti (en) et Auguste. Le célèbre comédien et directeur de théâtre David Garrick confie à Devisse la mission de ramener en Angleterre quelques excellents danseurs et comédiens de Paris.
Devisse est arrêté le 25 juillet 1751 par l’inspecteur Meusnier et incarcéré au For-l'Évêque, la prison des comédiens. Il en sortira le 31 octobre, par ordre du comte d’Argenson. Malgré l’échec de cette mission, Garrick parviendra toutefois à convaincre le célèbre danseur Jean-Georges Noverre de lever une troupe de ballet pour Londres.
En 1755, Devisse est engagé comme maître de ballet en second au Théâtre de la Monnaie de Bruxelles, en même temps que Gherardi et Lescot. La Gazette de Bruxelles lui attribue erronément la paternité de La Fête des bergers, ballet représenté le 4 mai 1755, qui est en fait de Lescot. Par contre, Devisse est probablement l’auteur du Ballet de la rose, imité des Indes galantes de Jean-Philippe Rameau et représenté le 13 avril 1755.
Devisse quitte Bruxelles peu de temps après. Il sera ensuite premier danseur à Marseille vers 1760, puis à Turin en 1761-1762.